# Lúnasa
Lúnasa é um grupo de música tradicional irlandesa, em homenagem ao Lughnasadh, um antigo festival de colheita. É um dos mais respeitados e tradicionais conjuntos de música tradicional celta. Eles fazem turnês e se apresentam internacionalmente; tendo gravado vários álbuns de música instrumental irlandesa tradicional e contemporânea.

## Membros

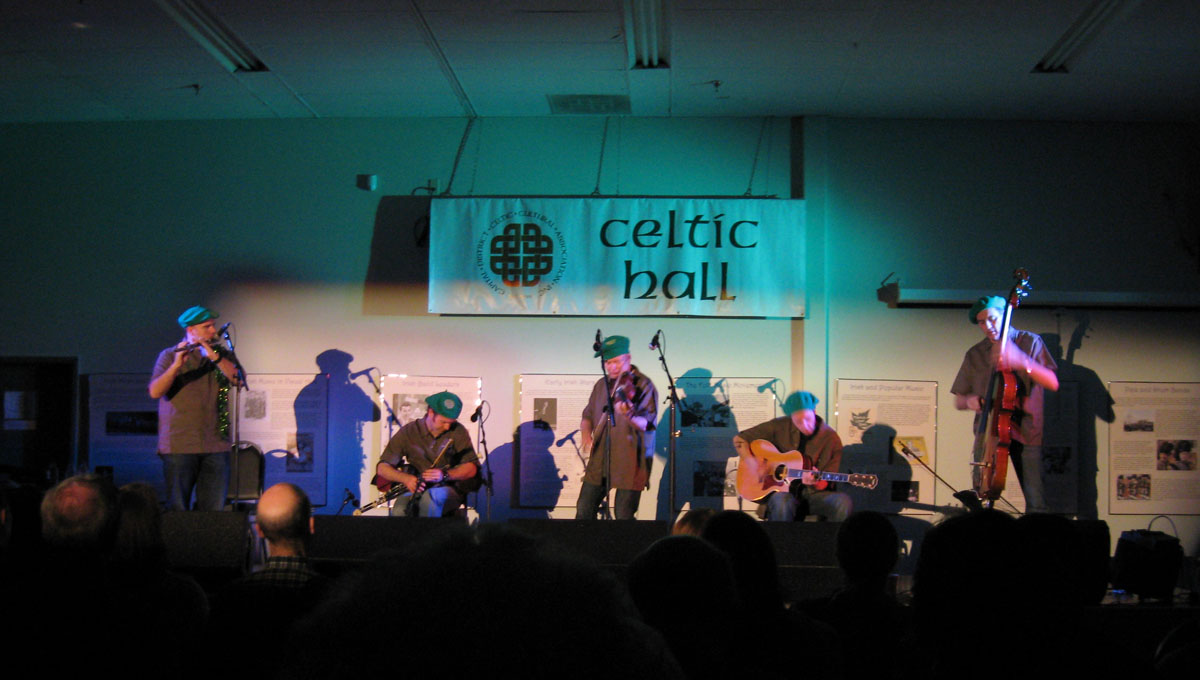
Lúnasa se apresentando no Celtic Hall em East Greenbush, Nova York

### Membros atuais
- Seán Smyth – Violino, flautas
- Kevin Crawford – Flauta
- Trevor Hutchinson – Contrabaixo
- Cillian Vallely – Uilleann pipes, flautas
- Ed Boyd – Violão
- Colin Farrell – Violino, flauta[1]
- Patrick Doocey – Violão

### Antigos membros
- Tim Edey – Violão
- Donogh Hennessy – Violão
- Michael McGoldrick – Uilleann pipes, flauta[2]
- John McSherry - Uilleann pipes[2]
- Paul Meehan – Violão, bouzouki, bandolim

## Discografia

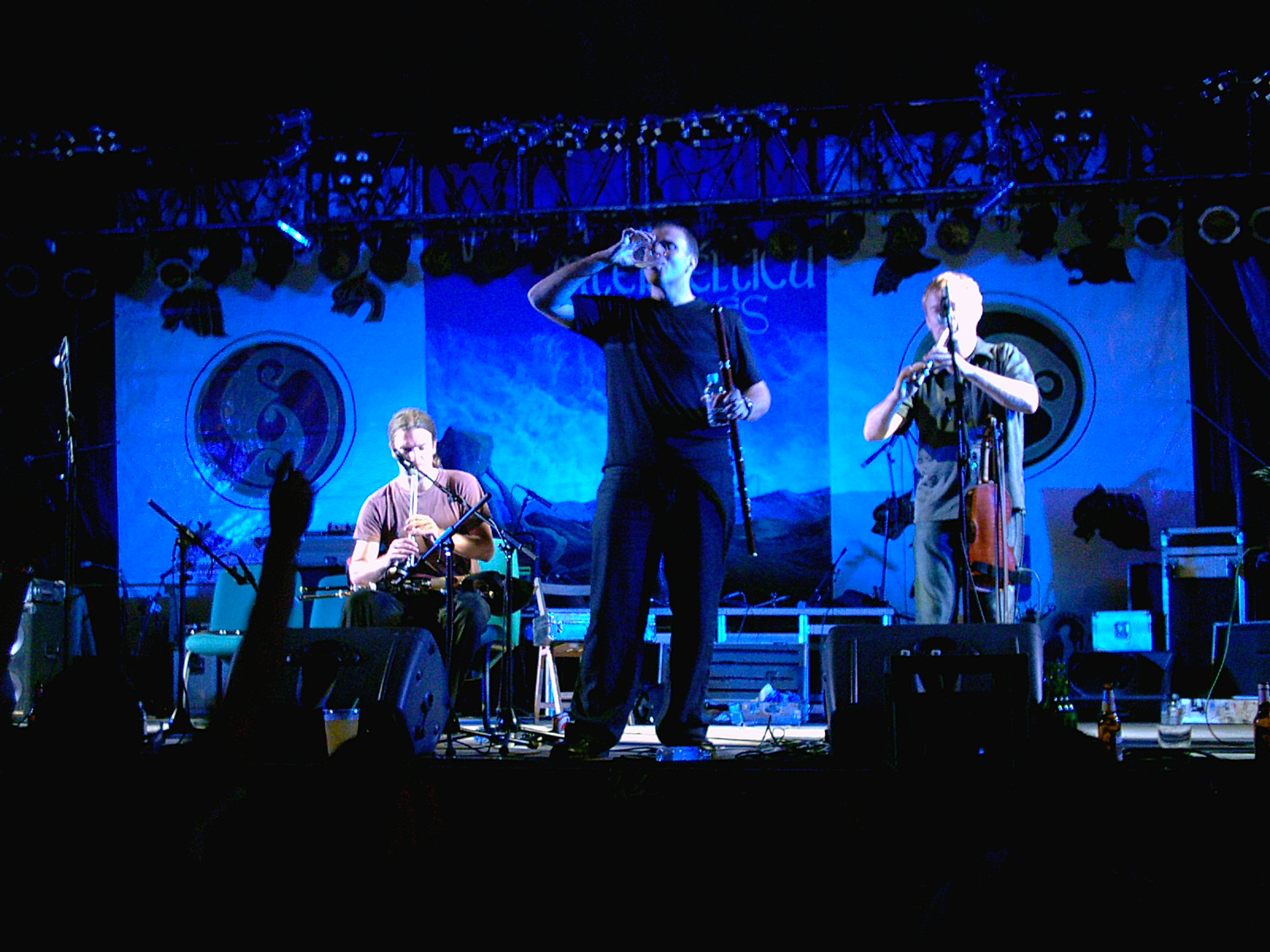
Lúnasa no Festival Intercéltico de Avilés (Astúrias) em Julho de 2004

### Álbuns de estúdio
- Lúnasa (1998)
- Otherworld (1999)
- The Merry Sisters of Fate (2001)
- Redwood (2003)
- The Kinnitty Sessions (2004)
- Sé (2006)
- Lá Nua (2010)
- CAS (2018)

### Álbuns ao vivo
- Lúnasa with the RTÉ Concert Orchestra (2013)
- Ao Vivo em Kyoto (2024)

### Álbuns de compilação
- The Rough Guide to Irish Music (1996)
- The Story So Far... (2008)
- The Leitrim Equation featuring Lúnasa (2009) (apresenta Lúnasa e outros músicos irlandeses)